# Josef Liška Písecký
Josef Liška, známý pod pseudonymem Písecký (21. února 1878 Kroměříž – 14. dubna 1954 Praha), byl český divadelní herec a malíř specializující se na krajinomalbu a maríny.

## Život
Narodil se 21. února 1878 v Kroměříži. Studoval na Quastově soukromé škole v Písku. Předtím, než se začal naplno věnovat kariéře umělce, hrál v Pištěkově Aréně na Vinohradech a později ve Švandově divadle na Smíchově. S divadlem skončil v roce 1908.
Inspiraci často hledal na moři. Jezdil k Jaderskému moři a do Itálie, kde studoval a maloval moře. Kromě maleb marín se věnoval a krajinomalbě českých regionů.
Zemřel 14. dubna 1954 v Praze. Bylo mu 76 let.